# Троянова Ніна Петрівна
Ніна Петрівна Троя́нова (нар. 19 квітня 1937, Харків — пом. 3 жовтня 1986, Миколаїв) — російська радянська актриса, народна артистка УРСР з 1979 року.

## Біографія
Народилася 19 квітня 1937 року в Харкові. В 1967 року закінчила Державний інститут театрального мистецтва імені Анатолія Луначарського у Москві. З 1960 по 1986 рік служила в Миколаївському російському драматичному театрі. Померла в Миколаєві 3 жовтня 1986 року.

## Ролі
- Тугіна («Остання жертва» О. Островського);
- Анфіса («Угрюм-ріка» Шишкова);
- Настя («Третя патетична» Погодіна);
- Аббі («Любов під в'язами» Ю. О'Ніла);
- Марія Стюарт («Марія Стюарт» Шіллера).